# Pusillarolium albonemum
Pusillarolium albonemum är en insektsart som beskrevs av Zheng, Z. 1999. Pusillarolium albonemum ingår i släktet Pusillarolium och familjen gräshoppor. Inga underarter finns listade i Catalogue of Life.